# Dracaena granulata
Dracaena granulata är en sparrisväxtart som beskrevs av Joseph Dalton Hooker. Dracaena granulata ingår i släktet dracenor, och familjen sparrisväxter. Inga underarter finns listade i Catalogue of Life.